# Nazionale maschile under 18 di pallacanestro dell'Iran
La nazionale di pallacanestro iraniana Under-18 è una selezione giovanile della nazionale iraniana di pallacanestro, ed è rappresentata dai migliori giocatori di nazionalità iraniana di età non superiore ai 18 anni.
Partecipa a tutte le manifestazioni internazionali giovanili di pallacanestro per nazioni gestite dalla FIBA.

## Partecipazioni

### FIBA AsiaBasket Under-18
- 1974 - 6°
- 1977 - 8°
- 1978 - 12°
- 1982 - 13°
- 1989 - 8°

- 1990 - 10°
- 1992 - 9°
- 1996 - 10°
- 1998 - 5°
- 2000 - 9°

- 2002 -  2°
- 2004 -  1°
- 2006 - 7°
- 2008 -  1°
- 2010 - 4°

- 2012 -  3°
- 2014 -  2°
- 2016 -  1°
- 2018 - 6°
- 2022 - 5°